# 小野正朋
小野 正朋（おの まさとも、1984年6月5日 - ）は、静岡県沼津市出身の元サッカー選手。ポジションはミッドフィールダー。
元日本代表MFの小野伸二は実兄。

## 来歴
兄の伸二と同様、清水商業高校に入学するが1年で中退し、半年間ドイツにサッカー留学をする。帰国後、浦和レッドダイヤモンズ、アルビレックス新潟、清水エスパルス、ヴィッセル神戸、東京ヴェルディ1969にテスト生として練習参加するが、いずれも契約には至らなかった。
2006年9月からFC琉球の練習に参加し、2007年からプロ契約を結ぶ。同年11月19日、退団が発表された。
退団後はヴァンフォーレ甲府の入団テストを受験する も契約に至らず。
その後、現役を引退し人材派遣会社に就職。また2010年6月19日に結婚した。

## 所属クラブ
- 2000年 清水市立清水商業高等学校
- 2001年  1.FCザールブリュッケン
- 2007年  FC琉球

## 個人成績
| 国内大会個人成績 | 国内大会個人成績 | 国内大会個人成績 | 国内大会個人成績 | 国内大会個人成績 | 国内大会個人成績 | 国内大会個人成績 | 国内大会個人成績 | 国内大会個人成績 | 国内大会個人成績 | 国内大会個人成績 | 国内大会個人成績 |
| 年度             | クラブ           | 背番号           | リーグ           | リーグ戦         | リーグ戦         | リーグ杯         | リーグ杯         | オープン杯       | オープン杯       | 期間通算         | 期間通算         |
| 年度             | クラブ           | 背番号           | リーグ           | 出場             | 得点             | 出場             | 得点             | 出場             | 得点             | 出場             | 得点             |
| 日本             | 日本             | 日本             | 日本             | リーグ戦         | リーグ戦         | リーグ杯         | リーグ杯         | 天皇杯           | 天皇杯           | 期間通算         | 期間通算         |
| ---------------- | ---------------- | ---------------- | ---------------- | ---------------- | ---------------- | ---------------- | ---------------- | ---------------- | ---------------- | ---------------- | ---------------- |
| 2007年           | 琉球             | 28               | JFL              | 14               | 2                | -                | -                | -                | -                | 14               | 2                |
| 通算             | 日本             | 日本             | JFL              | 14               | 2                | -                | -                | 0                | 0                | 14               | 2                |
| 総通算           | 総通算           | 総通算           | 総通算           | 14               | 2                | -                | -                | 0                | 0                | 14               | 2                |